# كليفورد تايلور (ملحن)
كليفورد تايلور (بالإنجليزية: Clifford Taylor)‏ هو معلم موسيقى وملحن أمريكي، ولد في 20 أكتوبر 1923، وتوفي في 19 سبتمبر 1987.